# Санта-Жуштський ліфт
Санта-Жуштський ліфт (порт. Elevador de Santa Justa, МФА: [i.ɫɨ.vɐ.ˈdoɾ dɨ ˈsɐ̃.tɐ ˈʒuʃ.tɐ]) — чавунний ліфтовий підйомник в Португалії, в Лісабоні, в парафії Санта-Жушта. Інша назва — Ка́рмівський ліфт (порт. Elevador do Carmo). Призначений для надання допомоги пішоходам в подоланні крутого схилу. Сполучає вулицю Санта-Жушти (внизу) із площею Карму (вгорі).
Збудований 1902 року за проектом Рауля Месньєра дю Понсара. Висота споруди — 45 м (при різниці між зв'язуваними рівнями 32 м). Фасади декоровані в неоготичному стилі. Підйомник розрахований на два ліфта. Спочатку ліфти переміщалися за допомогою парової машини, а з 1907 приводяться в рух електродвигунами.
Інтер'єр кабін ліфтів оброблений деревиною та дзеркальними панелями. Місткість кожного з ліфтів — 19 сидячих місць і 10 стоячих. Обмеження за кількістю пасажирів в один рейс: при підйомі — 20, при спуску — 15. Використовується як місцевими жителями в їх повсякденних переміщеннях, так і туристами, яких, крім самого підйому на ліфті, залучають панорамні види міста, що відкриваються з верхнього майданчика — переходу до вуличної мережі. Транспортна послуга надається не цілодобово та не безкоштовно.
Національна пам'ятка Португалії (2002).

## Див. також

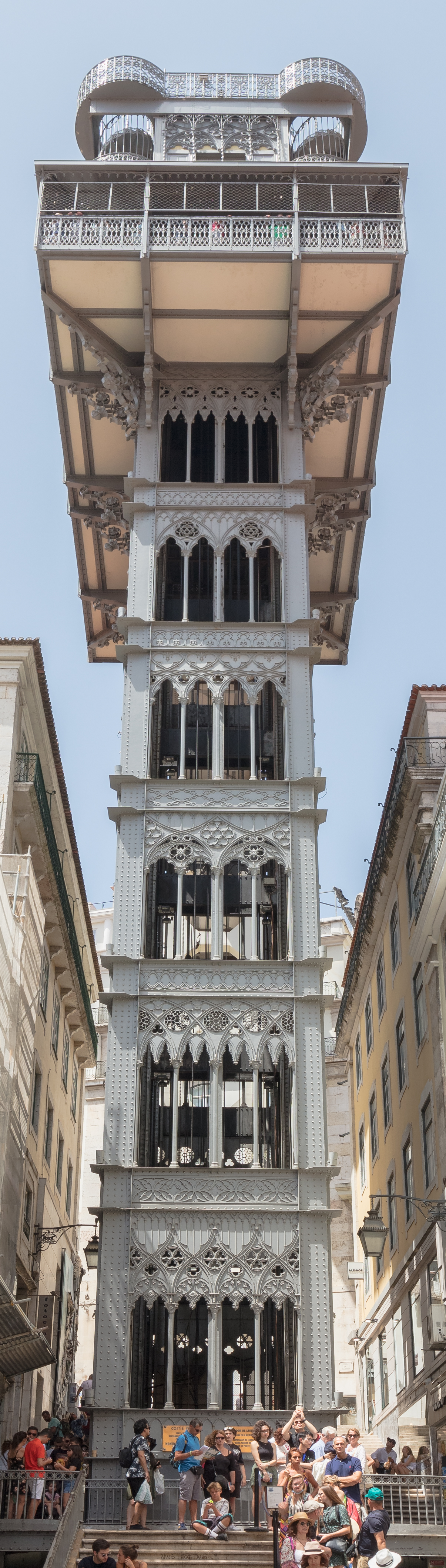
Санта-Жуштський ліфт